# Весна (альбом)
«Весна» — сольный альбом лидера рок-группы «АукцЫон» Леонида Фёдорова, записанный на стихи Александра Введенского.
В отличие от предыдущих работ Фёдорова, альбом записан самостоятельно, без участия музыкантов группы «Аукцыон» или Владимира Волкова, в домашней студии Фёдорова. Первоначально планировалось, что Волков исполнит партию контрабаса, однако он не смог явиться в студию в назначенный час. Фёдоров записал свои партии и, послушав, решил, что «так даже лучше». В одной из песен детским голосом Леониду Фёдорову подпевала жена.
Для записи альбома использовались акустические и электрические гитары, синтезатор, пианино и метроном.
По мнению музыкальных критиков, альбом может быть описан как нечто среднее между «Четырьмясполовинойтоннами» и «Волнами»: на нём есть и речитатив, и альтернативный хип-хоп, и прог-рок, а отдельные вещи схожи с творчеством Марка Рибо и Бориса Гребенщикова.
Альбом вышел в мае 2012 года на лейбле «Ulitka». Презентация пластинки состоялась 18 мая в Центральном доме художника.

## Список композиций
Музыка всех композиций Леонида Фёдорова, тексты Александра Введенского, за исключением отмеченных.
1. «Топл» (фольклор)
2. «Весна» (Дмитрий Озерский, Александр Введенский)
3. «Тетрадь»
4. «Думал»
5. «Конь»
6. «Трон»
7. «Банщик»
8. «Душа» (Дмитрий Озерский)
9. «Элегия»[8]

## Участники
- Леонид Фёдоров — инструменты, аранжировки, вокал
- Лидия Фёдорова — вокал («Конь»), продюсер
- Анри Волохонский — вокал («Топл»)
- Артур Молев — художник
- Юлия Костарева — дизайнер
- Олег Коврига — продюсер[8]